# Aiman Ezzat
Aiman Ezzat, né le 22 mai 1961 à Ismaïlia, est un homme d'affaires français d'origine égyptienne, directeur général (CEO) de Capgemini depuis le 20 mai 2020.

## Biographie

### Origines et études
Aiman Ezzat est le fils d'un ingénieur du secteur parapétrolier. 
Il arrive en France en 1970. Il y fait des études supérieures de chimie à CPE Lyon dont il obtient le diplôme en 1983. Il reçoit aussi un MBA de Anderson School of Management (UCLA).

### Carrière professionnelle
Il entre à IBM en 1985.
Il entre à Capgemini en 1991, coopté pour une activité de conseil stratégique par Pierre-Yves Cros. A Jeumont-Schneider, et dans le but de faire accepter certaines décisions par les syndicats, « il a supprimé le mess des ingénieurs et ouvert une seule cantine pour que tous les employés recommencent à se parler ».
De 2000 à 2004, il est directeur des Opérations internationales chez Headstrong, une société de conseil spécialisée dans la technologie pour les marchés de capitaux (rachetée en 2011 par Genpact).
Il retourne en 2004 à Capgemini. De 2005 à 2007, il est directeur adjoint de la stratégie. Dans ce poste, il est envoyé aux Etats-Unis pour remettre sur les rails la filiale américaine, avec Thierry Delaporte comme directeur financier. L'opération est un plein succès.
En novembre 2007, il est nommé directeur des opérations. En décembre 2008, il devient directeur de l’entité Services Financiers du Groupe. Il est directeur financier du groupe de décembre 2012 à fin mai 2018.
En 2018, le conseil d'administration nomme deux directeurs généraux délégués : Aiman Ezzat et Thierry Delaporte. Les deux D.G.D. travaillent beaucoup ensemble. Le plus âgé des deux, Ezzat, est nommé directeur général le 20 mai 2020, en remplacement de Paul Hermelin qui prend la fonction de président non exécutif du conseil d'administration,.
En 2024, Aiman Ezzat bénéficie d’une hausse de 300 000 euros de son salaire.

### Autres fonctions
En mai 2021, il devient administrateur indépendant d'Air Liquide.

## Vie privée
Du vivant de son père, jusque vers 1993, il passe ses vacances en Egypte, puis sur la Côte d'Azur. Il aime faire de la voile avec son père. 
Par la suite, il passe ses vacances à Beaulieu-sur-Mer, avec sa seconde épouse d'origine serbe et 2 enfants. Il y fait souvent la cuisine. Il pratique la pêche.
Il est passionné de Formule 1, ainsi que par le handball et le rugby.

## Distinctions
- 2017 : Meilleur directeur financier européen (catégorie technologies et logiciels)[6].
- 2021 : Meilleur Directeur Général européen (catégorie technologies et logiciels)
- 2021 :  Chevalier de la Légion d'honneur